# Isaac C. Bates

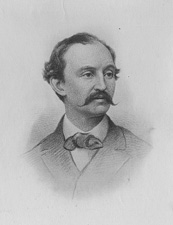
Isaac Bates

Isaac Chapman Bates (* 23. Januar 1779 in Granville, Hampden County, Massachusetts; † 16. März 1845 in Washington, D.C.) war ein US-amerikanischer Politiker, der den Bundesstaat Massachusetts in beiden Kammern des Kongresses vertrat.
Nachdem er als Junge Privatunterricht erhalten hatte, besuchte Isaac Bates das Yale College und machte dort 1802 seinen Abschluss. Nach der Aufnahme in die Anwaltskammer begann er 1808 als Jurist in Northampton zu praktizieren. In diesem Jahr begann mit der Mitgliedschaft im Repräsentantenhaus von Massachusetts seine politische Laufbahn; er verblieb dort bis 1809.
Es dauerte jedoch einige Jahre, bis Bates wieder politisch tätig wurde. Am 4. März 1827 zog er für die National Republican Party ins Repräsentantenhaus der Vereinigten Staaten ein und verblieb dort nach mehrfacher Wiederwahl bis zum 3. März 1835, ehe er nicht mehr antrat. Nach dem Rücktritt von US-Senator John Davis kehrte er am 13. Januar 1841 in den Kongress zurück; inzwischen hatte er sich den Whigs angeschlossen. Er gewann auch die Wahl zu einer eigenen Amtsperiode, doch er starb noch vor deren Ende im März 1845 in Washington. Während seiner Zeit im Senat war Bates unter anderem Vorsitzender des Pensionsausschusses.